# Holtbyrnia conocephala
Holtbyrnia conocephala är en fiskart som beskrevs av Sazonov, 1976. Holtbyrnia conocephala ingår i släktet Holtbyrnia och familjen Platytroctidae. Inga underarter finns listade i Catalogue of Life.